# Frankfurter Osthafen

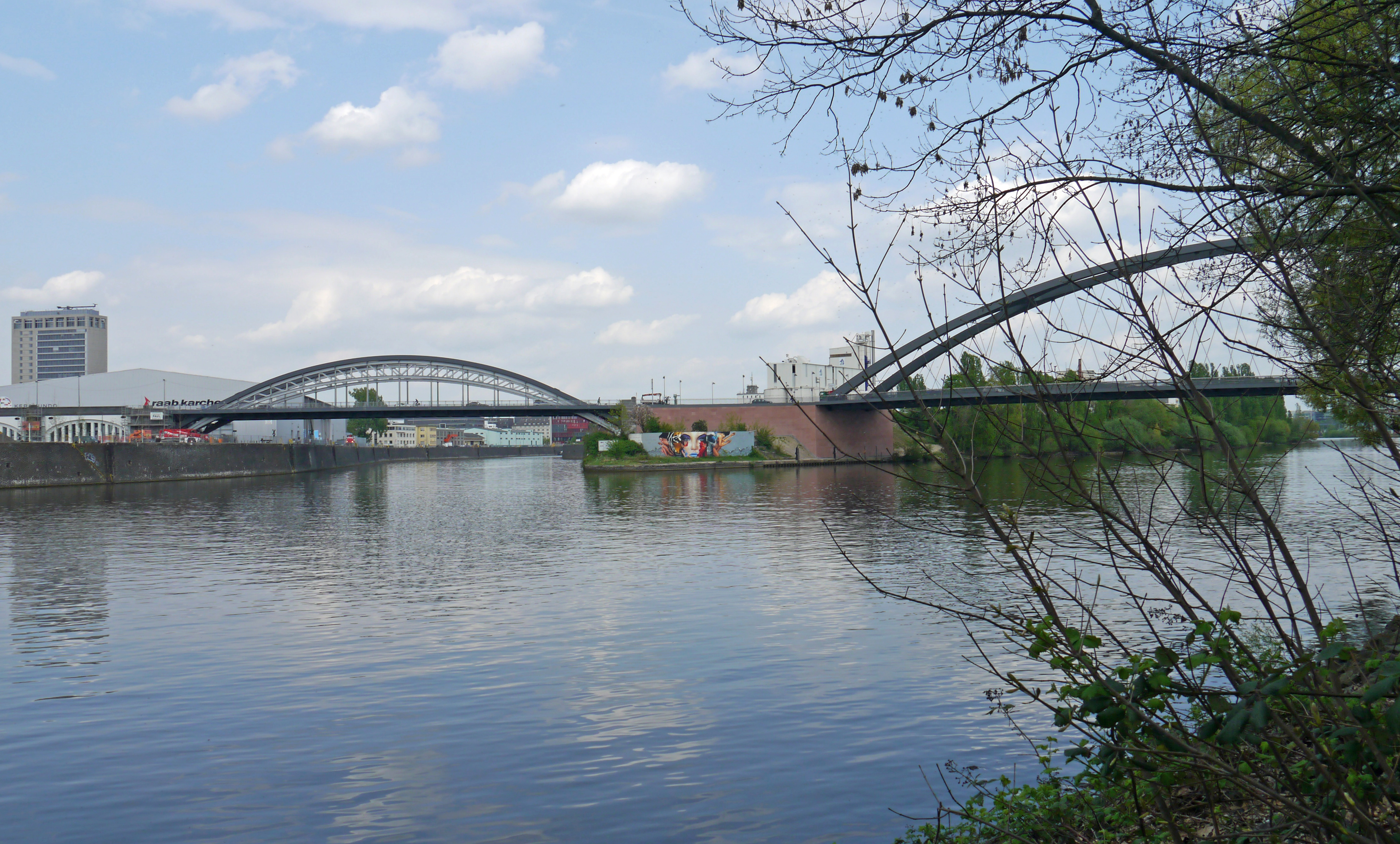
Die Hafeneinfahrt zum Unterhafen unter der Honsellbrücke, Ansicht vom südlichen Mainufer in Sachsenhausen

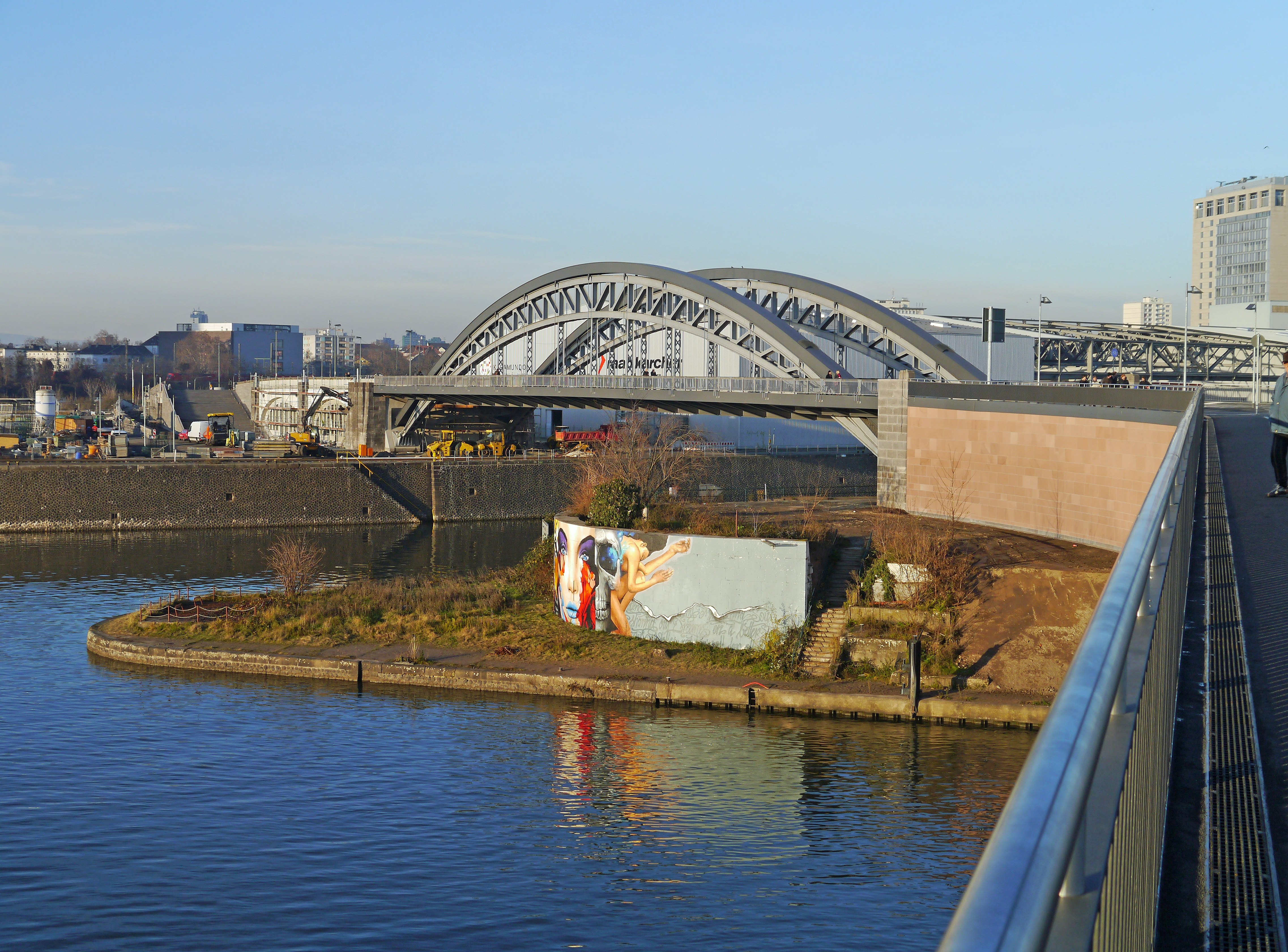
Honsellbrücke (2014)

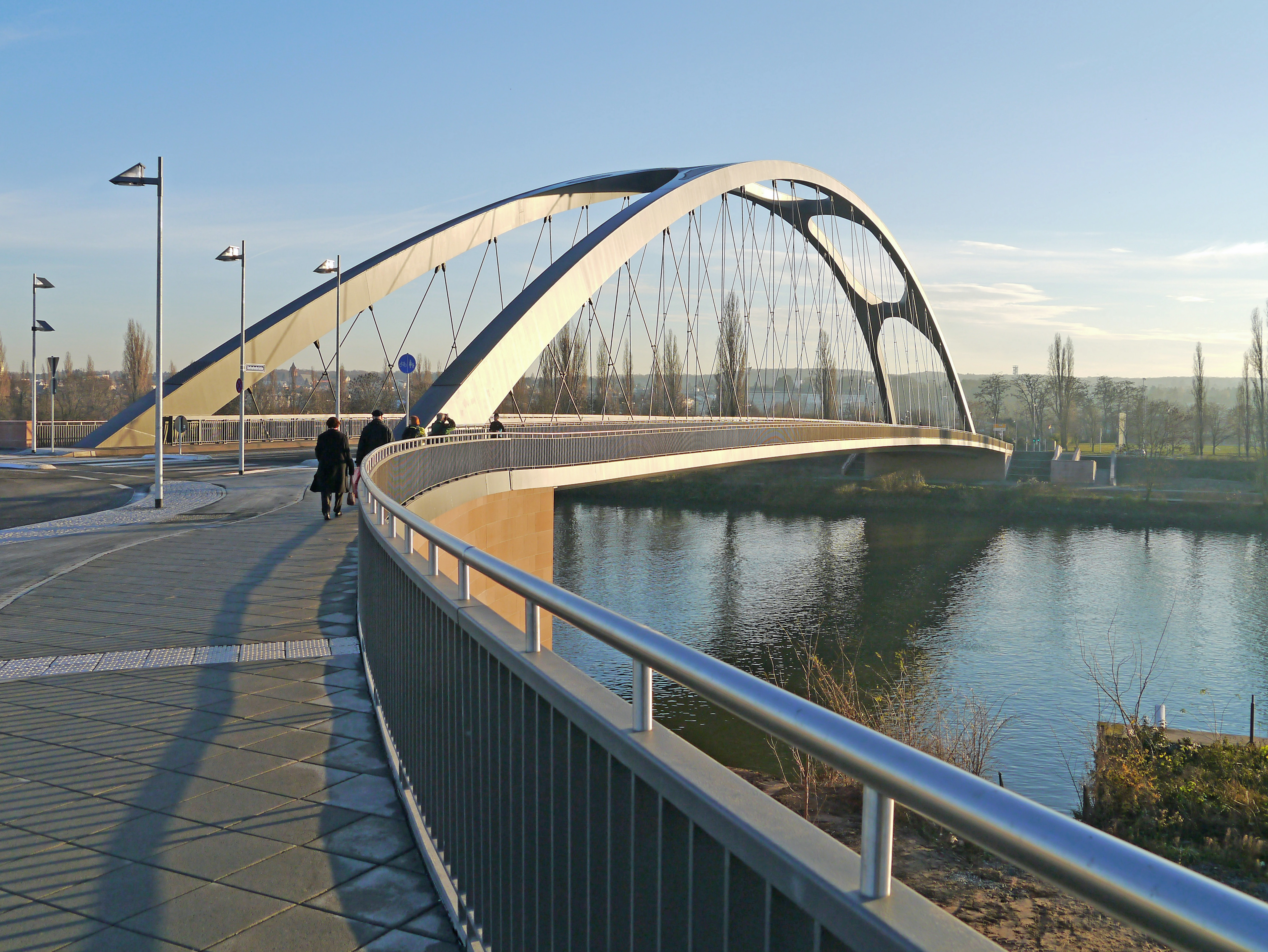
Lage von Honsellbrücke (vorne) und Osthafenbrücke (hinten) zueinander

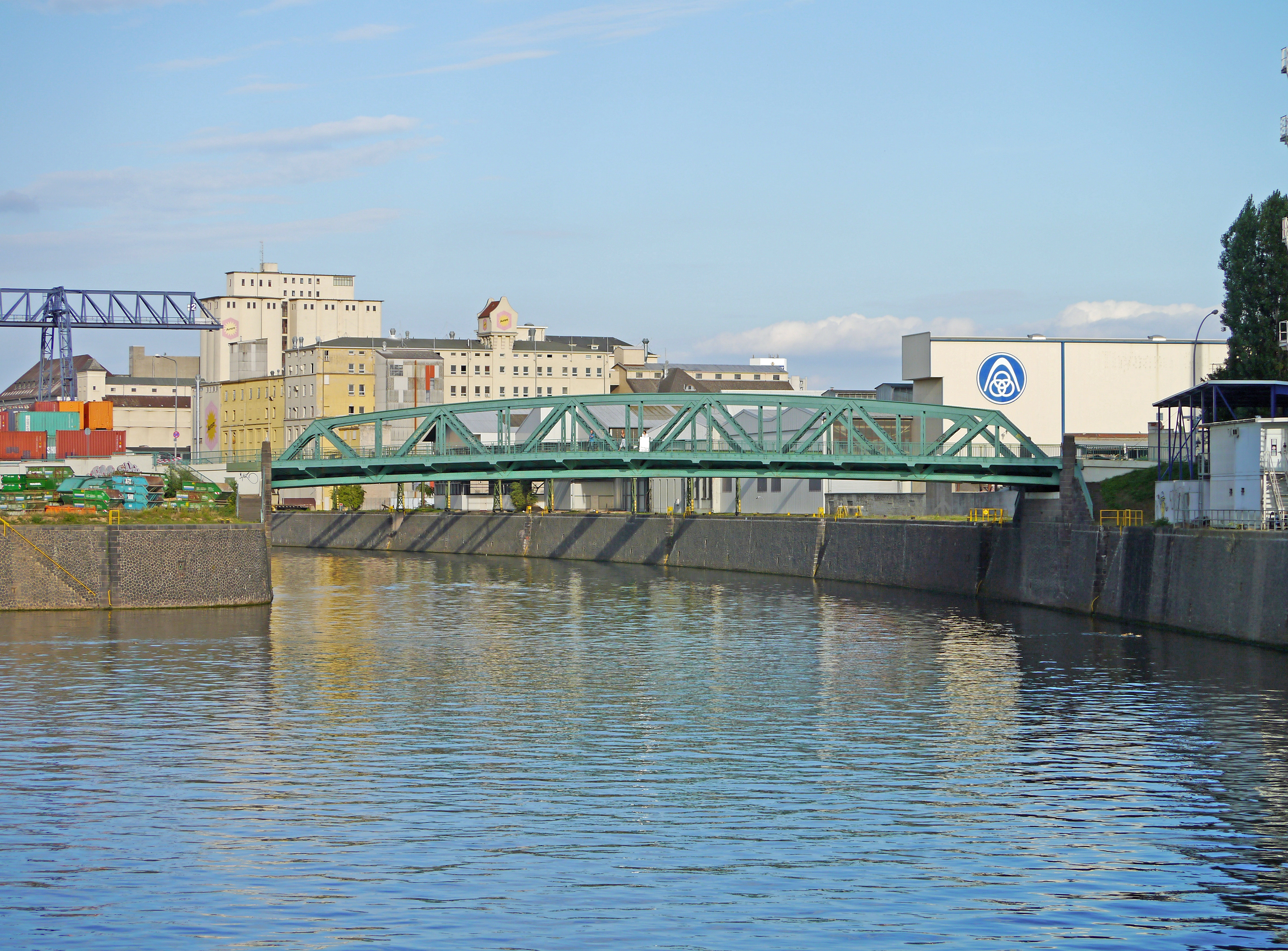
Die Schmickbrücke über dem Südbecken

Der am nördlichen, rechten Mainufer gelegene Osthafen Frankfurt im Frankfurter Stadtteil Ostend ist ein Umschlagplatz für Massen- und Stückgut. Der ab 1908 gebaute und am 23. Mai 1912 durch den Frankfurter Oberbürgermeister Franz Adickes eröffnete Hafen verfügt über insgesamt vier Becken sowie eine eigene Hafenbahn.

## Lage
Das Hafengebiet erstreckt sich am nördlichen Mainufer auf etwa vier Kilometern zwischen Carl-Ulrich-Brücke im Stadtteil Fechenheim und Deutschherrnbrücke. Der ältere, flussabwärts gelegene, Unterhafen (Osthafen I) mit Nord- und Südbecken befindet sich zwischen Honsellbrücke und Kaiserleibrücke, gegenüber dem Offenbacher Stadtteil Kaiserlei mit der Staustufe Offenbach und den Frankfurter Stadtteilen Oberrad und Sachsenhausen. Bedingt durch den Ersten Weltkrieg und die danach folgende Inflation, wurden die Hafenanlagen erst 1925 fertiggestellt.
Östlich davon, oberhalb der Staustufe Offenbach zwischen Kaiserleibrücke und  Carl-Ulrich-Brücke, begann man 1928 den Bau des Oberhafens (Osthafen II). Der Bau wurde allerdings bereits 1929 durch die Weltwirtschaftskrise und den danach folgenden Zweiten Weltkrieg unterbrochen. Deshalb konnte dieser Teil erst 1958 fertiggestellt werden. Er besteht ebenfalls aus zwei Becken (O1 und O2). Ein ursprünglich geplantes, auf älteren Stadtplänen noch verzeichnetes drittes Hafenbecken zwischen Uhlfelderstraße und Robert-Bosch-Straße wurde nie gebaut. Dieser Teil befindet sich gegenüber dem Offenbacher Hafen.
Der Unterhafen ist, an seiner Westseite durch drei Brücken und an seiner Ostseite durch die Intzestraße, an das allgemeine Straßennetz angebunden: die Honsellbrücke über der Hafeneinfahrt und die Schmickbrücke über dem Südbecken bilden die Verbindung nach Norden, die 2013 in Betrieb genommene Osthafenbrücke nach Süden.

## Das Osthafen-Projekt

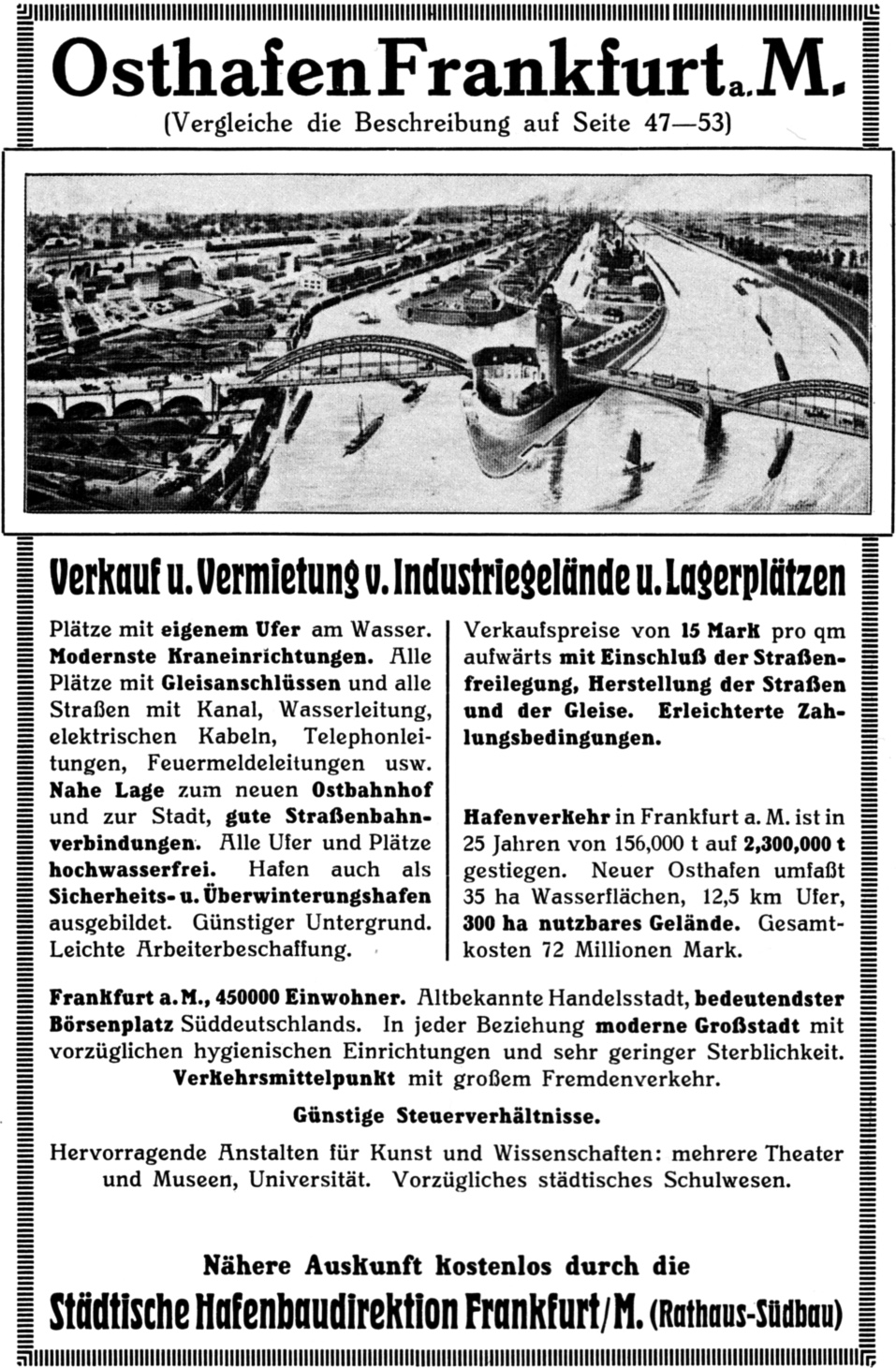
Frankfurter Wirtschaftswerbung von 1914 mit der ursprünglich geplanten Brücke

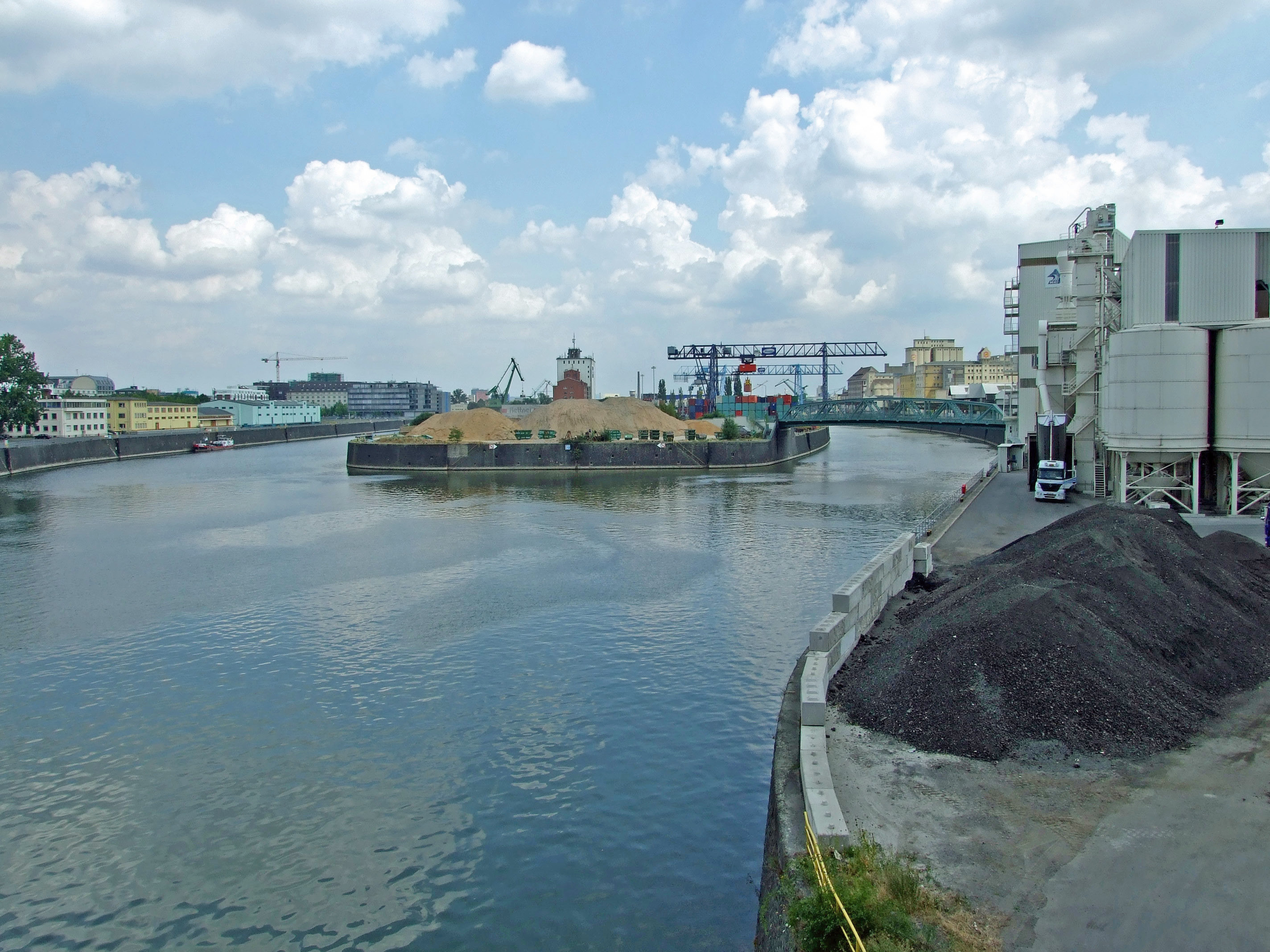
Nord- und Südbecken des Unterhafens von der Honsellbrücke aus

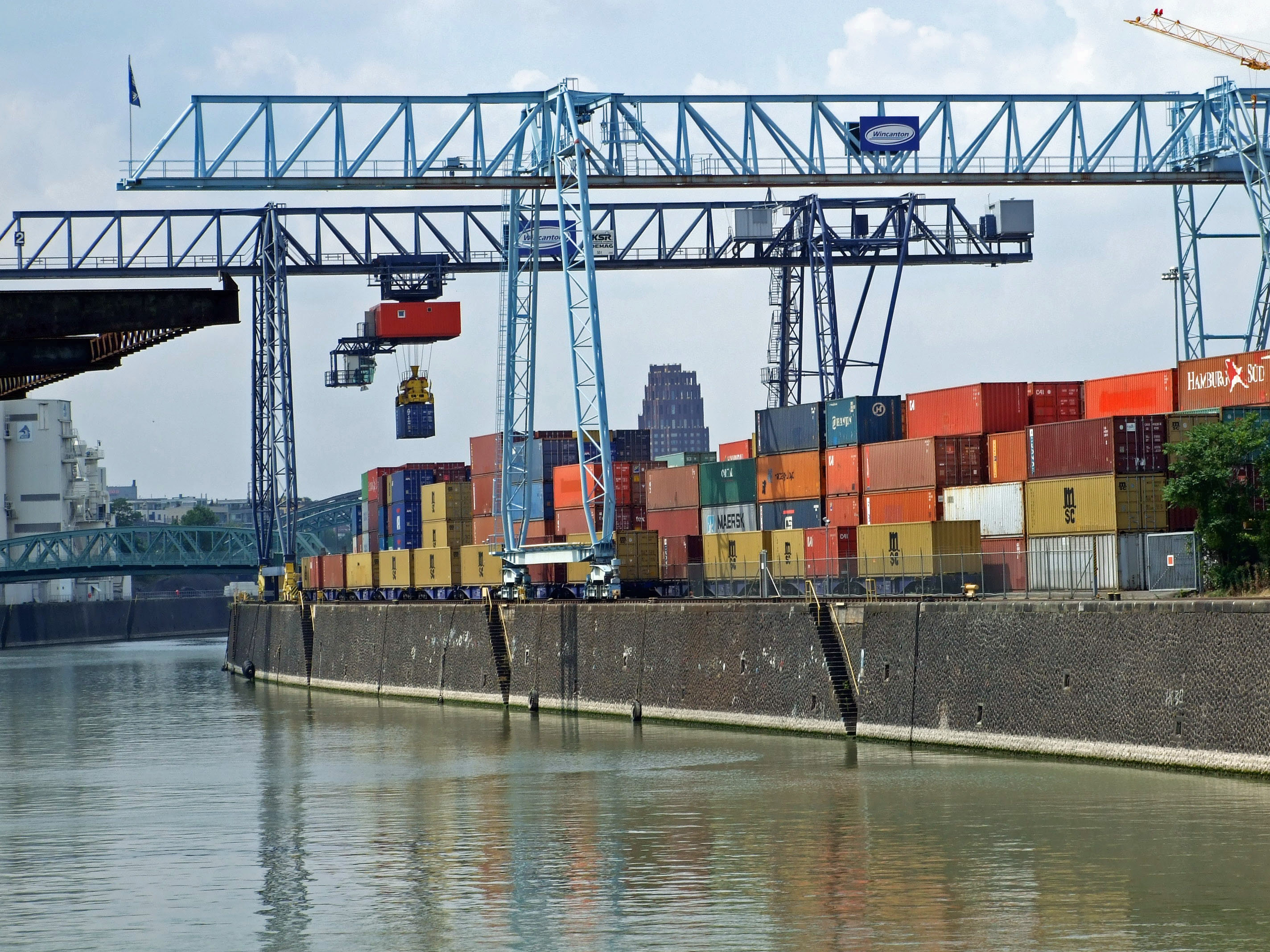
Container-Terminal, Südbecken

### Hafen
Mit der Planung des Osthafens wurde bereits kurz nach dem Bau des Westhafens Ende des 19. Jahrhunderts begonnen. Bereits damals war erkennbar, dass die Kapazitäten dieses Hafens östlich der Main-Neckar-Brücke den Anforderungen der wachsenden Wirtschaft nicht genügen würden.
Das Projekt eines neuen Hafens im Fischerfeld war von der Zustimmung der Königlichen Eisenbahn-Verwaltung abhängig, auf die umfangreiche Bauarbeiten zur Verlegung des Hanauer Bahnhofs zum Ostbahnhof, zum Ausbau der Städtischen Verbindungsbahn sowie zum Bau der Deutschherrnbrücke nach Sachsenhausen zukamen.
Gleichzeitig zur Hafenplanung betrieb die Stadt Frankfurt die Fluchtlinienplanung im Bereich der Hanauer Landstraße, die von jeher Hauptverkehrsstraße von Frankfurt nach dem Osten war. Sie sollte die Hauptverteilerstraße für das Hafengebiet werden und die dafür erforderliche Breite von 30 Metern erhalten. Während nun 1906 die endgültige Trasse der Hanauer Landstraße feststand, war die Planung des Hafenausbaus noch in ständiger Veränderung begriffen. Es sollte eine möglichst große und billige Fläche für die Ansiedlung von Fabriken zur Verfügung stehen. Zunächst errichtete die Frankfurter Gasgesellschaft auf Teilen des alten Floßhafens im Fischerfeld, der vollständig aufgegeben wurde, das von Peter Behrens 1910 geplante Gaswerk Ost als eine der ersten Fabriken im Osthafen. Dann wurden auch Flächen nördlich der Bahnstrecke Frankfurt–Hanau auf Seckbacher Gemarkung vom Magistrat für die Industrieansiedlung freigegeben.

### Wohnraum

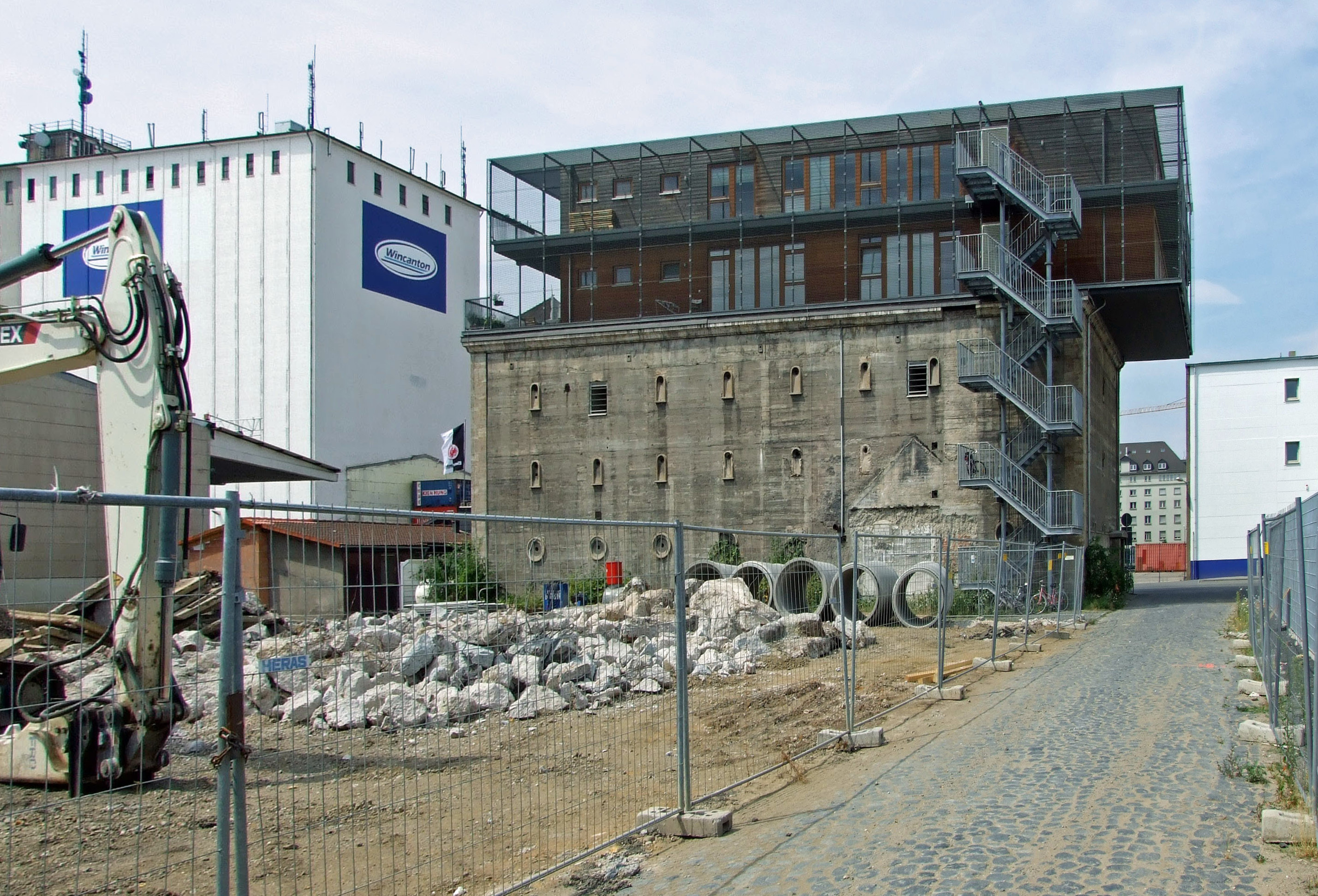
Kulturbunker Schmickstraße. Aufstockung von 2004 auf einem ehemaligen Luftschutzbunker. Beherbergt Proberäume für Musiker und das Institut für Neue Medien

Weiteres wichtiges Problem im Zuge der Hafenplanung war die Beschaffung von Wohnraum für die in den neuen Industriegebieten beschäftigten Arbeiter, Angestellten und deren Familien. Der Generalbebauungsplan von 1909/1910 wies unbebaute Flächen östlich des bisherigen Stadtgebietes als Wohngebiet aus. Das unmittelbar nördlich an den Riederwald anstoßende Gelände wurde durch Erbbaurecht an gemeinnützige Gesellschaften vergeben und für die Bebauung mit Arbeiterwohnhäuser vorgesehen. Es sollte sich zur Hochburg der Frankfurter Sozialdemokraten entwickeln. Parallel zum Bornheimer Hang wurde der Ostpark mit Weiher und Sportflächen als Naherholungsgebiet vorgesehen. Noch bevor der Hafen eröffnet wurde, besiedelten bereits die ersten Fabriken und Geschäfte die neu trassierte Hanauer Landstraße und die Schwedlerstraße. Hinter repräsentativen Fassaden an der Straßenseite befanden sich gewöhnlich Innenhöfe mit Fabrikations- und Lagerhallen. Nach dreijähriger Bautätigkeit wurde der erste Bauabschnitt des Osthafens am 23. Mai 1912 durch Kaiser Wilhelm II. offiziell eingeweiht.

### Bedeutung

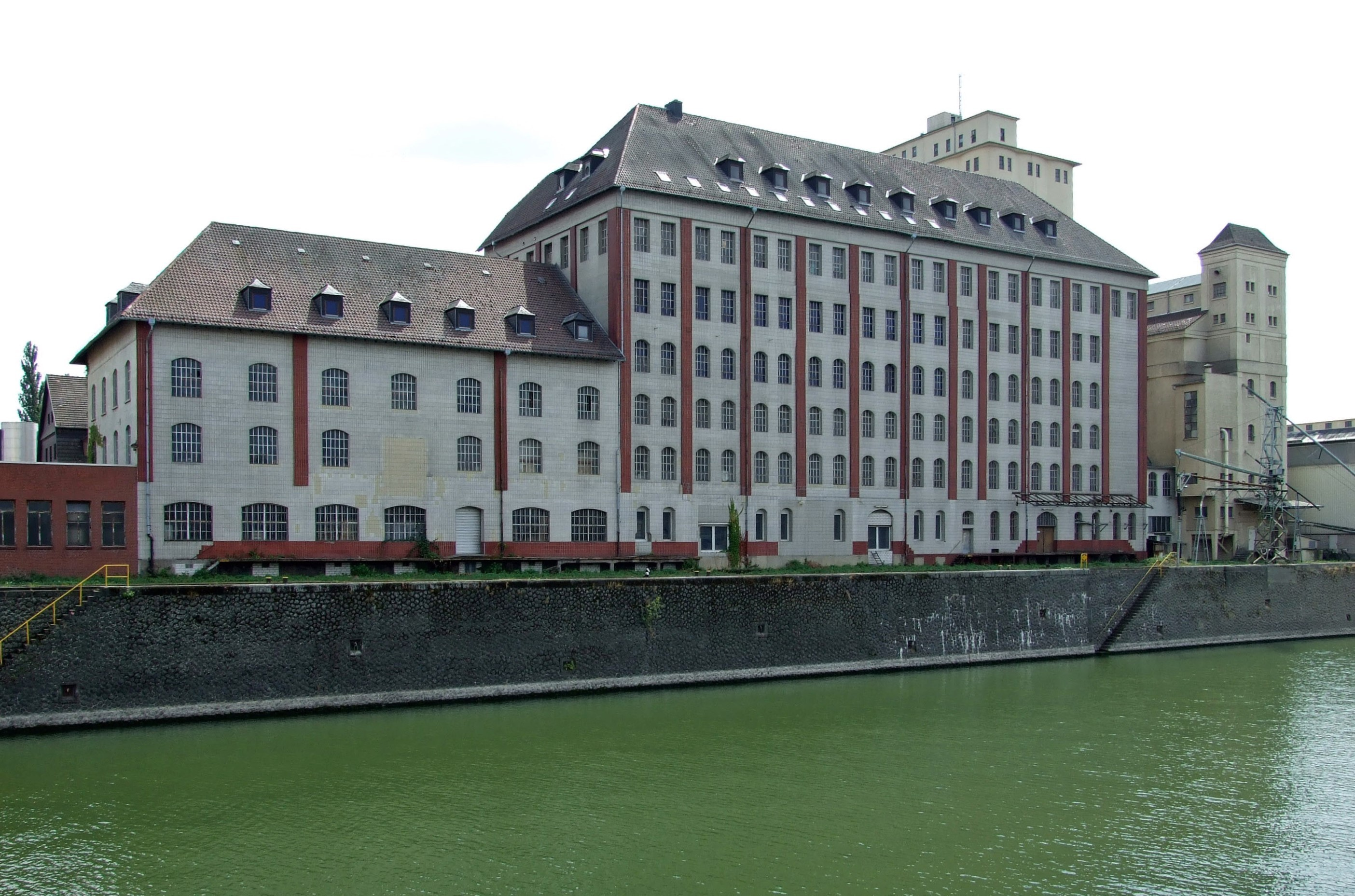
Lagerhaus am Osthafen

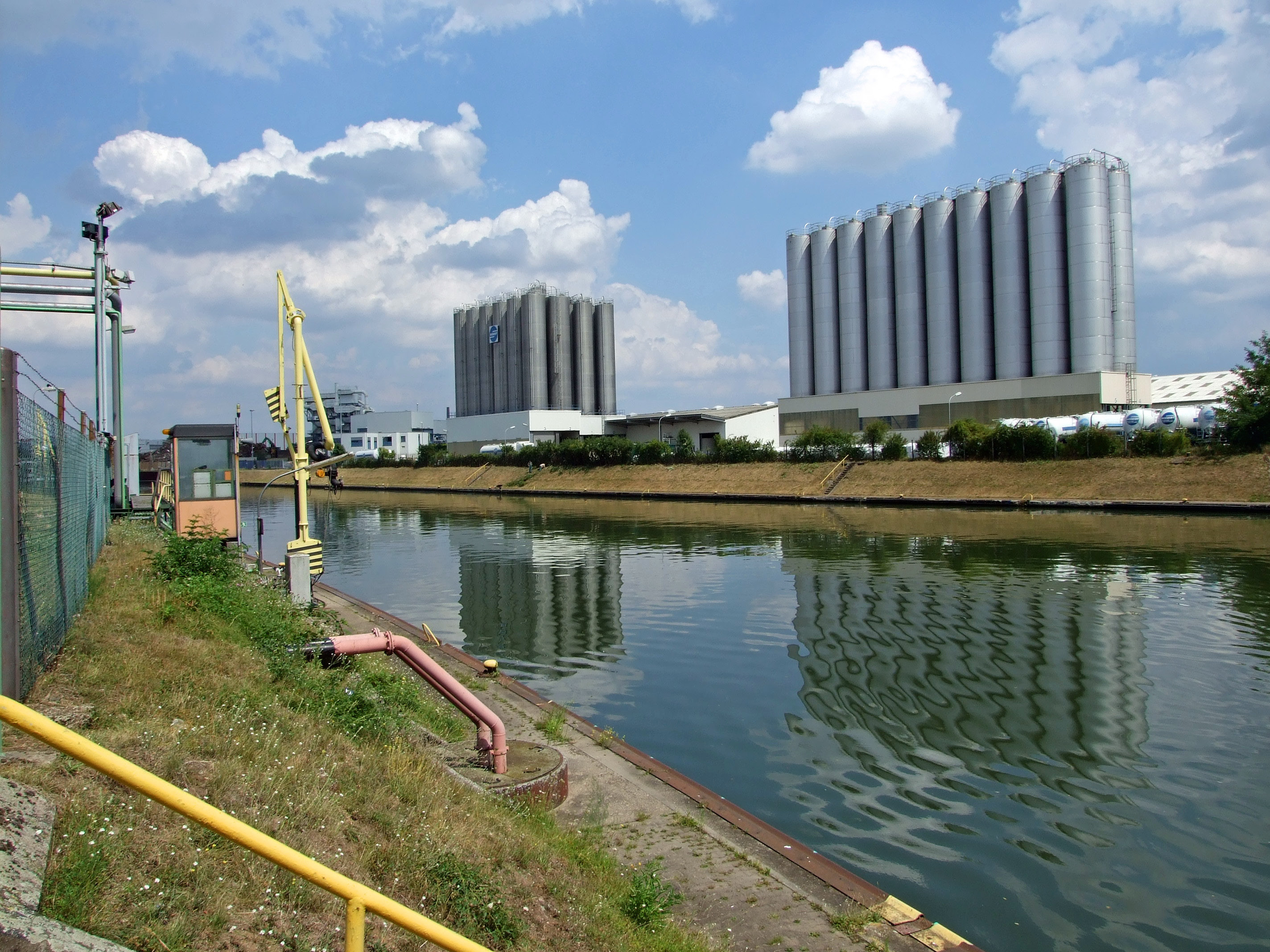
Oberhafenbecken II

Mit dem Osthafenprojekt hatte die Stadt Frankfurt ein Vorhaben verwirklicht, das sämtliche bisher durchgeführten und auch alle späteren bei weitem übertraf. Dieses Jahrhundertprojekt umfasste im neu geplanten Ostend eine Fläche, die der Fläche des gesamten Frankfurter Stadtgebietes (ohne Sachsenhausen) Ende des 19. Jahrhunderts entsprach. Es war ein gewaltiger Kraftakt in der Friedenszeit der Gründerjahre, mit dem Frankfurt sich von einer Handelsstadt zu einer Industriestadt wandelte. In den Jahren 1914 und 1915 wurden als die ersten größeren Betriebe im neuen Osthafengebiet zwei Mühlenbetriebe gebaut. Die Hildebrandmühlen der Kampffmeyer Mühlen verarbeiteten im Jahre 2010 ca. 150.000 Tonnen Getreide zu Mehl, Grieß, Schrot und Kleie. Der Erste Weltkrieg dämpfte die hochfliegenden Pläne. Trotzdem war es gelungen, die Grundlage für eine kontinuierliche industrielle Entwicklung eines ganzen Jahrhunderts zu legen.
Ernst May installierte am Osthafen die Plattenfabrik für Industrialisiertes Bauen mit dem Zweck, das Projekt Neues Frankfurt zu beschleunigen.
Seine Bedeutung für Transporte machte den Osthafen im Zweiten Weltkrieg zu einem Hauptziel für Luftangriffe. Zwischen 1940 und 1945 wurde der größte Teil der Anlagen zerstört. Aufgrund der Bedeutung für die Versorgung der Bevölkerung insbesondere mit Kohle und anderen Brennstoffen begann unmittelbar nach Kriegsende der Wiederaufbau von Ost- und Westhafen. Auch wenn die Binnenschifffahrt in der heutigen Verkehrsinfrastruktur eine vergleichsweise geringe Rolle spielt, ist der Osthafen für die Stadt insbesondere seit der schrittweisen Umwandlung des Westhafens in ein Büro- und Wohngebiet ab den 1990er Jahren wieder wichtiger geworden. 1997 entwickelte die Stadt das Realisierungskonzept Hafen 2000+, mit dem die konzeptionelle und strukturelle Entwicklung des Osthafens bis 2025 sichergestellt wurde. Am 12. Dezember 2013 beschloss die Stadtverordnetenversammlung die Sicherung des Osthafens in den jetzigen Grenzen über 2050 hinaus, um den Abschluss langfristiger Pachtverträge und Investitionsprojekte zu ermöglichen.
In den Frankfurter Häfen werden traditionell hauptsächlich Massengüter wie Öl, Kohle, Getreide, Schrott und Chemikalien umgeschlagen. In jüngeren Jahren hat die Verladung von Containern (das Containerterminal im Osthafen ging 1984 in Betrieb) stark zugenommen. Die städtische Hafenbahn transportiert die Güter (2017: 728.609 Tonnen mit drei hafeneigenen Lokomotiven) innerhalb des Hafengebietes oder zum Hafenbahnhof Frankfurt (Main)-Osthafen, dessen Gleise sich unmittelbar an die des Rangierbahnhofs des Frankfurter Ostbahnhofs anschließen und damit den Anschluss an das Schienennetz der Deutschen Bahn gewährleistet. Über die parallel zum Main verlaufende Hanauer Landstraße und den nahe gelegenen Anschluss an die A 661 werden Container von und zum Osthafen auf der Straße transportiert.
Am Osthafen lag bis Ende 2010 das Feuerlöschboot und die Bereichswache 40 der Berufsfeuerwehr. Durch die Bauarbeiten zur neuen Mainbrücke für die EZB ist Wache (Nr. 42) und Löschboot nach Niederrad, Schwanheimer Straße 140 umgezogen.

## Molenkopf
Nach den ursprünglichen Planungen des Tiefbauamtes von 1907 sollte auf dem westlichen Ende der südlichen Hafenzunge ein Turm entstehen. 1910 fand ein großer Architektenwettbewerb statt, an dem sich lediglich in Frankfurt am Main ansässige Architekten beteiligen durften. Aus den 47 Teilnehmern des Wettbewerbs ging Carl Friedrich Wilhelm Leonhardt als Sieger hervor. Eine Ausführung des Projektes erfolgte, vermutlich wegen des Ersten Weltkrieges, nicht, obwohl die Mittel für Detailplanung und Bau von der Stadt genehmigt waren. Leonhardt fiel 1918 an der Westfront.

## Osthafenbrunnen
1912 wurde im Zentrum des Osthafenplatzes, vermutlich durch Frankfurter Bildhauer Johann Joseph Belz, in der traditionellen Form einer „Pferdetränke“ der symmetrische Osthafen-Brunnen erbaut. Auf beiden Seiten des Brunnenstocks befinden sich Viehtröge. Der Brunnen büßte mit der Motorisierung seine Funktion ein und ist heute trockengelegt. Der Brunnen ist mit neoklassizistischen Maskaron- und Nereidenreliefs geschmückt.

## Ausstellung
- Frankfurt ahoi! 100 Jahre Osthafen 1912–2012. im Institut für Stadtgeschichte bis 12. August 2012.[6]